# Neuroinflamação
Neuroinflamação é a inflamação do tecido nervoso. Pode ser iniciada em resposta a uma variedade de sinais, incluindo infecção, lesão cerebral traumática, metabólitos tóxicos ou autoimunidade. No sistema nervoso central (SNC), incluindo o cérebro e a medula espinhal, a microglia são as células imunes inatas residentes que são ativadas em resposta a esses estímulos. O SNC é tipicamente um local imunologicamente privilegiado porque as células imunológicas periféricas são geralmente bloqueadas pela barreira hematoencefálica (BBB), uma estrutura especializada composta de astrócitos e células endoteliais. No entanto, as células imunes periféricas circulantes podem ultrapassar uma BBB comprometida e encontrar neurônios e células gliais que expressam moléculas do complexo de histocompatibilidade principal, perpetuando a resposta imune. Embora a resposta seja iniciada para proteger o sistema nervoso central do agente infeccioso, o efeito pode ser tóxico e inflamação generalizada, bem como migração adicional de leucócitos através da barreira hematoencefálica.